# Socket 3

El Socket 3 es un tipo de zócalo de CPU diseñado para microprocesadores de la familia Intel 80486. Se encuentra en casos de placas 486 antiguas junto a un zócalo secundario para el coprocesador, el Intel 80487, ya que este no lo integra el tipo SX. Es consecuencia de la creación por Intel de microprocesadores de menor tensión. Para evitar que estos se inserten en un Socket 2, se reordenan los pines de forma que un procesador a sólo 3,3 voltios no pueda conectarse en los viejos zócalos de sólo 5 voltios.
Socket 3 es un zócalo de 237 pines (19x19) de tipo Fuerza de Inserción Baja (Low Insertion Force, LIF) / Fuerza de Inserción Nula (Zero Insertion Force, ZIF) PGA (19x19) adecuado para los procesadores compatibles Intel 80486 a 3.3V y 5V, cuyo FSB oscila entre los 16 y 50MHz. Soporta todos los tipos 486 que se fabricaron: SX, DX, DX2, DX4, DX5 de AMD, Intel 80486 OverDrive, Pentium OverDrive, Texas Instruments, Cyrix Cx5x86 y AMD Am5x86. El cambio entre los 3.3V y 5V se realiza por medio de un jumper en la placa madre. Los 3,3V se consiguen mediante un regulador que algunas placas incluyen en la misma, cuando otras lo requieren aparte. Sin ese regulador, el voltaje no llegará al procesador y este no funcionará. Lo más importante a tener en cuenta a la hora de instalar un procesador es la frecuencia (FSB y multiplicador) y voltaje.